# Мирошников, Александр Васильевич
Александр Васильевич Мирошников (6 августа 1962 года, Николаев, Львовская область, Украина) — художник-камнерез и ювелир. Заслуженный мастер народного творчества Украины, заслуженный деятель камнерезного искусства, член Национального союза художников Украины, полный кавалер наград Мемориального фонда Фаберже, Почетный гражданин города Николаева Львовской области.

## Биографические сведения
Родился 6 августа 1962 года в г. Николаев, Львовская область, Украина.
Родители: Василий Александрович Мирошников, Розалия Никодимовна Мирошникова.
Окончил Николаевскую среднюю школу № 2.
В 1981—1983 гг. Проходил службу в армии, г. Чита, Забайкалье.
С 1983 по 1988 года работал на предприятии «Самотлорнефть», Тюменская область. В свободное от работы время начал заниматься творческими экспериментами и художественным самообразованием.
Обучался в Московском народном университете им. Крупской.
В конце 1988 г. А. Мирошников переезжает на Украину.
С 1990 года работает художником в торгово-промышленном объединении «Украина-Запад». В 1991 году проходил стажировку на ювелирной фирме Silstone в Польше, г. Жешув.
С 1992 года работает в концерне «Львов» руководителем участка художественно-сувенирной продукции, где выпускает памятную медаль, посвященную первой годовщине Независимости Украины.
С 1993 года оставляет работу в государственном предприятии и посвящает себя свободному творчеству.

## Награды
- Заслуженный мастер народного творчества Украины.
- Заслуженный деятель камнерезного искусства.
- Член Национального союза художников Украины
- Полный кавалер наград Мемориального фонда Фаберже.

В его коллекции наград — все ордена Международного мемориального фонда Карла Фаберже: орден Карл Фаберже 2-й степени, орден Михаила Перхина, орден Карла Фаберже 3-й степени, орден Франца Бирбаума, орден Денисова-Уральского, Юбилейный орден мемориального фонда Фаберже, орден Карл Фаберже-Придворный ювелир.
Высшей наградой в области камнерезного искусства — «Орденом Денисова-Уральского» Александр Мирошников награждён первым в истории Украины и является одним из 27 кавалеров этого ордена в мире.

## Творчество. Галерея работ
Более 20 лет работает с драгоценными камнями и металлом. Создал ряд уникальных композиций, которые поражают и содержательной наполненностью, и виртуозностью исполнения. Усовершенствовал существующие и разработал уникальные технологии обработки полудрагоценных камней, которые позволяют получить несвойственные для такого материала визуальные эффекты, например эффект вспененной воды из горного хрусталя (работа Русалка Днестровая). Вместе с этим разработал технику художественного микроминиатюрного выполнения элементов с высокой степенью детализации (работы Каникулы, На живца, Жажда жизни, Маленький воришка). Также О.Мирошников является автором многих оригинальных и самобытных ювелирных изделий (Астролябия, Колизей, Космические украшения, Рождение таланта), которым нет аналогов в этом виде искусства.
В 2016 году Александр Мирошников создал орден Иоанна Павла II, который был освящен во Львове архиепископом-митрополитом Львовским Римско-католической церкви Мечислав Мокшицкий, который в свое время работал личным секретарем покойного понтифика.
Работы Александра Мирошникова хранятся в частных коллекциях Украины, России, Европы, Америки и ОАЭ. Произведения мастера экспонировались в музеях i галереях Львова, в Музее украинского народного декоративного искусства в Киеве.

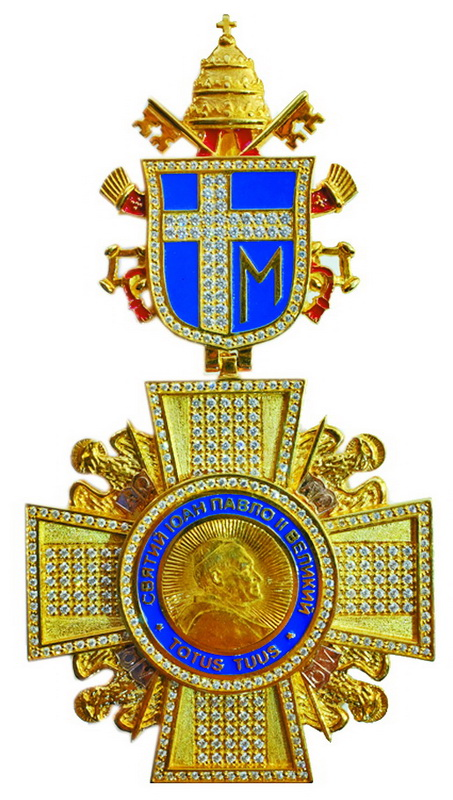
Орден Ивана Павла ІІ, 2016. Золото, серебро, позолота, бриллианты, фиониты

2011-2016
Орден Иоанна Павла ІІ, 2016; Астролябия, 2015;Рождение таланта (Пегас), 2014; Колизей. 2014; Желание, 2012; Колар (символ власти) городского головы Николаева, 2012; Гурман, 2011; Космические украшения, 2011; Вечный вопрос, 2011; Миссионер, 2011
2006-2010
Молодожены, 2010; Характерник Тарас, 2009; Соблазн, 2007; Пробуждение Мавки, 2006; Рябец (Дикие тюльпаны), 2006
2000-2005
Калина, 2005; Актер, 2005; Старый город, 2004; Русалка Днестровская (Купала), 2004; Каникулы, 2004; Жажда жизни, 2003; Встреча, 2002; В ожидании, 2002; На живца, 2001; Маленький воришка, 2000; Гармония, 20001989-1999
Жук-усач, 1999; Весна, 1999; Земляника, 1999; Осечка, 1997—1998; Гpoт Монте-Кристо, 1997; Первый снег, 1997; Сорока-воровка, 1996; Стол «Солнечный день», 1989—1991.

## Выставки
- Выставка во Львовском Национальном музее, 1991, 1992, 1993
- Выставка «Галицкий Фаберже», Киево-Печерская Лавра, 2004 год.
- Презентация альбома «Самородок», Национальный музей этнографии и художественного промысла, Львов, 2012 год.
- Персональная выставка «Самородок». Камнерезное и ювелирное искусство", Национальный музей украинского народного декоративного искусства Киев, 2013 год.